# Trichosacme
Trichosacme là chi thực vật có hoa trong họ Apocynaceae.